# خوسيه ديل أغيلا
خوسيه ديل أغيلا (بالإسبانية: José Javier del Águila)‏ هو لاعب كرة قدم غواتيمالي في مركز الوسط، ولد في 7 مارس 1991 في مدينة غواتيمالا في غواتيمالا. شارك مع منتخب غواتيمالا لكرة القدم. أما مع النوادي، فقد لعب مع نادي كوميونيكيشنس.

## وصلات خارجية
- خوسيه ديل أغيلا على موقع قاعدة بيانات كرة القدم.إي يو (الإنجليزية)
- خوسيه ديل أغيلا على موقع ناشيونال فوتبول تيمز (الإنجليزية)
- خوسيه ديل أغيلا على موقع Soccerway.com (الإنجليزية)